# Nos siguen pegando abajo
«Nos siguen pegando abajo (Pecado mortal)» es una canción new wave compuesta e interpretada por el músico argentino Charly García, incluida en su segundo álbum como solista, el clásico Clics modernos, y lanzado en 1983. La canción, que rápidamente se convirtió en un éxito radial en varios países latinoamericanos, hace una referencia a la última dictadura cívico-militar que asoló Argentina entre 1976 y 1983. Originalmente la canción se llamaría «Pecado mortal», pero la SADAIC la rebautizó. No obstante, García ha defendido su postura de llamar a la canción por su título original. En los discos, de forma oficial, el título de la canción es Nos Siguen Pegando Abajo (Pecado Mortal).
El músico Pedro Aznar participó en bajo y voces.
La canción fue versionada por el músico español Miguel Ríos en su álbum La encrucijada de 1984.

## Músicos
- Charly García: teclados, guitarra eléctrica, caja de ritmos Roland TR 808, voz.
- Pedro Aznar: bajo, voz
- Casey Scheverrell: batería